# رگووه
رگووه (به لهستانی:  Reguły) یک روستا در لهستان است که در گمینا میخاووویتسه (استان ماسوویان) واقع شده‌است. رگووه ۱٬۰۰۰ نفر جمعیت دارد.